# A-Trak
A-Trak, pseudonimo di Alain Macklovitch (Montréal, Québec, 30 marzo 1982), è un disc jockey e produttore discografico canadese.

## Biografia
Vinse nel 1997 il DMCs World DJ Championship a 15 anni, stabilendo un nuovo record di giovinezza in tale competizione.
In seguito chiese di entrare nel gruppo Invisibl Skratch Piklz e attualmente è un membro dei The Allies supporta Kanye West come DJ.
A-Trak usa Traktor Scratch Pro.
Macklovitch è il fratello minore di David Macklovitch componente della band canadese Chromeo, con cui fondò l'etichetta Audio Research (1997-2007). Alain insieme a Nick Catchdubs poi fondò la Fool's Gold Records nel 2007.
Dal 2009, A-Trak in collaborazione con Armand Van Helden forma il duo disco house sotto il nome d'arte di Duck Sauce.

## Titoli e riconoscimenti
- 1997 Montreal DMC Champion
- 1997 Technics / DMC World Champion (15 years old - youngest ever)
- 1998 Technics DMC World finals (3rd place)
- 1999 ITF Western Hemisphere Scratch Champion
- 1999 ITF Advancement World Champion
- 1999 Vestax Extravaganza World Champion
- 2000 West Coast Technics / DMC Team Champion
- 2000 Technics / DMC Team World Champion
- 2000 ITF Advancement World Champion

## Discografia
- Gangsta Breaks (12")
- Buck Tooth Wizards (CD)
- Enter Ralph Wiggum (7")
- Monkey Boy Breaks (12")
- Don't Fool With The Dips (12")
- Oh No You Didn't! Live From Vancouver (CD)
- Drive Slow Mixtape w/ GLC (CD)
- Sunglasses Is A Must (DVD)